# Konstantinos Chalkias
Konstantinos Chalkias (grč. Κώστας Χαλιάς) (Larissa, Grčka, 30. svibnja 1974.) je umirovljeni grčki nogometni vratar. Bio je rezervni vratar grčke reprezentacije koja je 2004. osvojila naslov europskog prvaka.

## Karijera

### Klupska karijera
Chalkias je nogomet počeo trenirati u omladinskom pogonu kluba Apollon Larissa a nakon toga je dvije godine nastavio u Panathinaikosu. Ulaskom u seniorsku momčad Panathinaikosa 1994. postao je treći vratar kluba iza standardnog Józefa Wandzika te grčke vratarske legende Antoniosa Nikopolidisa. Od 1996. do 1999. branio je za Apollon Smyrni nakon čega se vraća u Panathinaikos. Povratkom u Panathinaikos, Chalkias je nastupio za klub u kojem je branio dvije sezone nakon čega je potpisao za solunski Iraklis u kojem je također branio dvije sezone. Dobrim utakmicama Chalkias je privukao na sebe interes mnogih klubova, ali ironično je da se igrač po treći puta vratio u Panathinaikos. 
Nakon što je 2004. vratar Panathinaikosa Antonios Nikopolidis potpisao za Olympiacos, novi standardni vratar kluba je postao Mario Galinović. Zbog toga je Chalkias u zimskom prijelaznom roku sezone 2004./05. potpisao za tadašnjeg premijerligaša Portsmoutha. Za novi klub je debitirao već u siječnju 2005. u utakmici 4. kola FA kupa protiv Southamptona. U sljedećih nekoliko utakmica vratar je loše branio te je zbog toga maknut iz početnih 11 a umjesto njega je uveden Jamie Ashdown. Nakon što je Sander Westerveld potpisao za Portsmouth u srpnju 2005., Chalkias je postao prekobrojan vratar te je u siječnju 2006. napustio klub.
Ubrzo nakon napuštanja engleskog kluba, Kostas Chalkias potpisuje za španjolskog drugoligaša Real Murciju u kojoj je odigrao pola sezone nakon čega se vraća u domovinu.
U ljetnom prijelaznom roku 2006. Chalkisa dovodi Aris u kojem je pokazao vlastitu igračku kvalitetu. S klubom je u sezoni 2007./08. igrao u finalu grčkog kupa. Iako je do tada bio rezerva u grčkoj reprezentaciji, nakon loših obrana vratara Nikopolidisa u ranijim utakmicama kvalifikacijskog ciklusa za Europsko prvenstvo u nogometu – Austrija i Švicarska 2008., novi standardni vratar Grčke je postao Chalkias. Vratar je u ljeto 2008. napustio Aris te je 28. svibnja 2008. potpisao za PAOK koji mu je postao treći solunski klub za koji je branio. S klubom je u sezoni 2009./10. postao grčki viceprvak dok je u sezoni 2010./11. igrao u skupinama Europske lige te izborio 1/16 finala.
2012. godine vratar se igrački umirovio.

### Reprezentativna karijera
Chalkias je debitirao za Grčku 10. studenoga 2001. u prijateljskoj utakmici protiv Estonije u kojoj je vratar ušao u igru u poluvremenu kao zamjena Nikopolidisu. U ljeto 2004. je bio član grčke reprezentacije koja je osvojila naslov europskog prvaka. Izbornik Otto Rehhagel pozvao ga je tokom kvalifikacija za Euro 2008 i SP 2010. kada je postao novi standardni reprezentativni vratar nakon što je Nikopolidis napustio reprezentaciju. EURO 2012. bilo mu je posljednje natjecanje u reprezentativnom dresu.

## Osvojeni trofeji

### Klupski trofeji
| Klub          | Natjecanje      | Godina |
| Grčka         | Grčka           | Grčka  |
| ------------- | --------------- | ------ |
| Panathinaikos | Grčko prvenstvo | 2004.  |
| Panathinaikos | Grčki kup       | 2004.  |

### Reprezentativni trofej
| Portugal   | Portugal |
| Natjecanje | Trofej   |
| ---------- | -------- |
| EURO 04'   | Zlato    |